# Landtag Mecklenburg-Vorpommern
Der Landtag Mecklenburg-Vorpommern ist gemäß Artikel 20 Absatz 1 Satz 1 Verfassung des Landes Mecklenburg-Vorpommern die Volksvertretung bzw. das Landesparlament von Mecklenburg-Vorpommern. Der Landtag Mecklenburg-Vorpommern ist damit auch ein Verfassungsorgan des Landes.

## Geschichte

### Landtag Mecklenburg-Vorpommern (1946–1952)
Der Landtag Mecklenburg-Vorpommern war das Landesparlament des Landes Mecklenburg-Vorpommern in der SBZ und DDR von 1946 bis zur Suspendierung der Länder 1952. Im Januar 1947 wurde das Land in Land Mecklenburg umbenannt. Die Bezeichnung des Landtags lautete danach Landtag Mecklenburg.

### Landtag Mecklenburg-Vorpommern (seit 1990)
Nach der Wiederbegründung des Landes Mecklenburg-Vorpommern 1990 infolge der Wiedervereinigung Deutschlands am 3. Oktober 1990 fand am 14. Oktober 1990 die erste Landtagswahl statt. Der Landtag Mecklenburg-Vorpommern konstituierte sich dann erstmals am 26. Oktober 1990, zwölf Tage nach der ersten Landtagswahl.

#### 1. Wahlperiode (1990–1994)
- LL/PDS: 12
- SPD: 21
- FDP: 4
- CDU: 29

Die erste Landtagswahl des neu gegründeten Bundeslandes Mecklenburg-Vorpommern fand am 14. Oktober 1990 statt.
| Partei       | Zweitstimmenanteil | Sitze (1990) | Sitze (1994) |
| ------------ | ------------------ | ------------ | ------------ |
| CDU          | 38,33 %            | 29           | 30           |
| SPD          | 27,03 %            | 21           | 19           |
| LL/PDS       | 15,67 %            | 12           | 11           |
| FDP          | 5,5 %              | 4            | 4            |
| fraktionslos | –                  | –            | 2            |

Die erste Landesregierung war eine von Alfred Gomolka geführte Koalition aus CDU und FDP, welche zunächst als Minderheitsregierung von einem fraktionslosen Abgeordneten, der bis September der SPD angehört hatte, toleriert wurde, sich jedoch durch den Übertritt dieses Abgeordneten auf eine eigene Mehrheit stützen konnte. 1992 kam es zu einem Zerwürfnis, nachdem Gomolka seinen Justizminister Ulrich Born aufgrund des Vorwurfes von „Illoyalität“ entlassen hatte. Die CDU-Fraktion entzog ihm daraufhin das Vertrauen. Auch aufgrund der Werftenkrise, bei der das ehemalige Schiffbaukombinat an die Bremer Vulkan AG verkauft werden sollte, trat Gomolka am 15. März 1992 zurück. Er hatte sich als einziger gegen einen Verkauf der ostdeutschen Werften an die Westkonkurrenten gewehrt. Am 19. März folgte ihm Berndt Seite (CDU) als Ministerpräsident (Kabinett Seite I).

#### 2. Wahlperiode (1994–1998)
- PDS: 18
- SPD: 23
- CDU: 30

Die Wahl zum 2. Landtag erfolgte am 16. Oktober 1994 und brachte folgendes Ergebnis:
| Partei | Zweitstimmenanteil | Sitze |
| ------ | ------------------ | ----- |
| CDU    | 37,3 %             | 30    |
| SPD    | 29,5 %             | 23    |
| PDS    | 22,7 %             | 18    |

Während die CDU ihre Position behaupten konnte, verpasste ihr Koalitionspartner FDP mit 3,8 % den Wiedereinzug in das Parlament. Ministerpräsident Seite bildete daraufhin eine Große Koalition (Kabinett Seite II).

#### 3. Wahlperiode (1998–2002)
- PDS: 20
- SPD: 27
- CDU: 24

Die Wahl zum 3. Landtag am 27. September 1998 ergab folgendes:
| Partei | Zweitstimmenanteil | Sitze |
| ------ | ------------------ | ----- |
| SPD    | 34,3 %             | 27    |
| CDU    | 30,2 %             | 24    |
| PDS    | 24,4 %             | 20    |

Wahlsiegerin und zum ersten Mal seit 1990 stärkste Kraft wurde die SPD. Der ehemalige Minister für Wirtschaft und Angelegenheiten der europäischen Union sowie amtierende Fraktionsvorsitzende der SPD, Harald Ringstorff, bildete infolgedessen die bundesweit erste SPD-PDS-Koalition.

#### 4. Wahlperiode (2002–2006)
- PDS: 13
- SPD: 33
- CDU: 25

Die Wahl zum 4. Landtag fand am 22. September 2002 statt.
| Partei | Zweitstimmenanteil | Sitze |
| ------ | ------------------ | ----- |
| SPD    | 40,6 %             | 33    |
| CDU    | 31,4 %             | 25    |
| PDS    | 16,4 %             | 13    |

Bei starkem Stimmenzuwachs der SPD konnte die Koalition unter Ministerpräsident Ringstorff trotz herber Verluste auf Seiten der PDS fortgeführt werden. Die CDU verblieb in der Opposition. Im Juli 2006 beschloss der Landtag Mecklenburg-Vorpommern unter anderem die Dauer der Wahlperiode von 4 Jahre auf 5 Jahre zu erhöhen.

#### 5. Wahlperiode (2006–2011)
Die Wahl zum 5. Landtag fand am 17. September 2006 statt.
- PDS: 13
- SPD: 23
- FDP: 7
- CDU: 22
- NPD: 6

| Wahlberechtigte      | 1.415.321        |
| Wähler               | 837.018          |
| Wahlbeteiligung      | 59,1 %           |
| Gültige Erststimmen  | 816.088 (97,5 %) |
| Gültige Zweitstimmen | 818.061 (97,7 %) |

Die 71 Sitze im Landtag Mecklenburg-Vorpommern verteilten sich nach der Wahl am 17. September 2006 wie folgt:
- SPD: 23 Sitze
- CDU: 22 Sitze
- Die Linke: 13 Sitze
- FDP: 7 Sitze
- NPD: 6 Sitze

Ministerpräsident blieb zunächst Harald Ringstorff, der jedoch sein Amt zu seinem 10. Dienstjubiläum aus Altersgründen an Erwin Sellering (SPD) übergab. Beide führten eine Koalitionsregierung aus SPD und CDU. Stellvertretender Ministerpräsident war in der kompletten Wahlperiode Jürgen Seidel (CDU).

#### 6. Wahlperiode (2011–2016)
- Linke: 14
- SPD: 27
- Grüne: 7
- CDU: 18
- NPD: 5

Sitzordnung – 6. Legislaturperiode
Die Wahl zum 6. Landtag des Landes Mecklenburg-Vorpommern fand am 4. September 2011 statt. Am 18. September 2011 wurde im Wahlkreis Rügen I aufgrund des Todesfalls des CDU-Kandidaten Udo Timm eine Nachwahl durchgeführt. Am 4. Oktober 2011 konstituierte sich der 6. Landtag.
Die 71 Sitze im Landtag Mecklenburg-Vorpommern verteilten sich nach der Wahl am 4. September 2011 wie folgt:
- SPD: 27 Sitze
- CDU: 18 Sitze
- Die Linke: 14 Sitze
- Bündnis 90/Die Grünen: 7 Sitze
- NPD: 5 Sitze

Die SPD und CDU einigten sich auf eine Fortsetzung der großen Koalition unter Ministerpräsident Erwin Sellering und dem stellvertretenden Ministerpräsidenten Lorenz Caffier.
Dem Ältestenrat der 6. Wahlperiode gehörten an:
- Sylvia Bretschneider – Landtagspräsidentin
- Beate Schlupp – 1. Landtagsvizepräsidentin
- Regine Lück – 2. Landtagsvizepräsidentin
- Silke Gajek – 3. Landtagsvizepräsidentin
- Heinz Müller – Parlamentarischer Geschäftsführer der SPD-Fraktion
- Wolf-Dieter Ringguth – Parlamentarischer Geschäftsführer der CDU-Fraktion
- Peter Ritter – Parlamentarischer Geschäftsführer der Fraktion DIE LINKE
- Johann-Georg Jaeger – Parlamentarischer Geschäftsführer der Fraktion Bündnis 90/Die Grünen
- Stefan Köster – Parlamentarischer Geschäftsführer der NPD-Fraktion

#### 7. Wahlperiode (2016–2021)
- Linke: 11
- SPD: 26
- CDU: 16
- AfD: 18

Nach der Landtagswahl am 4. September 2016 konstituierte sich der 7. Landtag am 4. Oktober 2016. Er hatte seitdem 71 Abgeordnete, verteilt nach Stimmenanteil auf die Fraktionen der SPD, AfD, CDU und Die Linke.
Die größten außerparlamentarischen Oppositionsparteien waren nach der Wahl Bündnis 90/Die Grünen, FDP und NPD. Unter den Kleinparteien erhielten die Tierschutzpartei (1,2 Prozent), die Familien-Partei und das Anti-Windkraft-Bündnis Freier Horizont die meisten Stimmen (jeweils 0,8 Prozent).
Die 71 Sitze im Landtag Mecklenburg-Vorpommern verteilten sich nach der Wahl am 4. September 2016 und den Änderungen bis Oktober 2019 wie folgt:
- SPD: 26 Sitze
- CDU: 18 Sitze
- AfD: 14 Sitze
- Die Linke: 11 Sitze
- fraktionslos: 2 Sitze

Am 8. Dezember 2016 wählte der Landtag Mecklenburg-Vorpommern den ehemaligen Landtagsabgeordneten Heinz Müller auf Vorschlag der SPD-Landtagsfraktion zum Landesbeauftragten für Datenschutz und Informationsfreiheit Mecklenburg-Vorpommern für fünf Jahre. Müller setzte sich gegen den von der Landtagsfraktion die Linke vorgeschlagenen ehemaligen Datenschutzbeauftragten von Mecklenburg-Vorpommern und ehemaligen Landtagsabgeordneten Karsten Neumann (Die Linke) durch. Am 4. Juli 2017 wählte der Landtag Mecklenburg-Vorpommern Manuela Schwesig (SPD) zur Ministerpräsidentin des Landes. Damit wurde erstmals eine Frau Regierungschefin in Mecklenburg-Vorpommern.
Am 31. August 2017 trat der Abgeordnete Holger Arppe aus der AfD-Fraktion aus und war seitdem fraktionsloser Abgeordneter.
Am 25. September 2017 traten die Abgeordneten Christel Weißig, Matthias Manthei, Bernhard Wildt und Ralf Borschke aus der AfD-Fraktion aus und gründeten die Fraktion Bürger für Mecklenburg-Vorpommern (kurz: BMV).
Am 13. November 2018 benannte sich die Fraktion der BMV um in FREIE WÄHLER/Bürger für Mecklenburg-Vorpommern, Kurzform FREIE WÄHLER/BMV.
Am 22. Mai 2019 wählte der Landtag Birgit Hesse (SPD) zur Landtagspräsidentin. Ihre Vorgängerin, Sylvia Bretschneider (SPD), verstarb Ende April 2019.
Am 1. Oktober 2019 löste sich die Fraktion FREIE WÄHLER/BMV auf. Die Abgeordneten Matthias Manthei und Bernhard Wildt traten der CDU bei, Ralf Borschke wieder der AfD und Christel Weißig war seitdem fraktionslos.

#### 8. Wahlperiode (seit 2021)
- Linke: 9
- SPD: 34
- Grüne: 5
- FDP: 3
- CDU: 13
- AfD: 13
- Sonst.: 2

Die Wahl zum 8. Landtag des Landes Mecklenburg-Vorpommern fand am 26. September 2021 statt.
Der Landtag hat 79 Abgeordnete (siehe Liste der Mitglieder des Landtages Mecklenburg-Vorpommern).
Die 79 Sitze im Landtag Mecklenburg-Vorpommern verteilen sich derzeit wie folgt:
- Sozialdemokratische Partei Deutschlands (SPD): 34 Sitze
- Alternative für Deutschland (AfD): 13 Sitze
- Christlich Demokratische Union Deutschlands (CDU): 13 Sitze
- Die Linke: 9 Sitze
- Bündnis 90/Die Grünen: 5 Sitze
- Freie Demokratische Partei (FDP) 3 (nur Gruppe; seit 25. Juni 2025)
- fraktionslos: 2 Sitze (je 1 ehemaliger Abgeordneter von AfD und FDP)

Die konstituierende Sitzung fand am 26. Oktober 2021 statt, eröffnet von Alterspräsident Horst Förster. Birgit Hesse wurde vom Landtag zur Präsidentin gewählt, zur 1. Vizepräsidentin Beate Schlupp und zur 2. Vizepräsidentin Elke-Annette Schmidt. Ein vorläufiger Ausschuss, der bis zur Einsetzung der ständigen Ausschüsse des Landtages deren Aufgaben erledigt, wurde eingesetzt. In der 2. Sitzung am 15. November 2021 wurde die Einsetzung von neun Ausschüssen beschlossen. Am 25. April 2023 trat die Abgeordnete Eva Maria Schneider-Gärtner aus der AfD-Fraktion aus und ist seitdem fraktionslose Abgeordnete. Die Abgeordnete Sabine Enseleit erklärte am 10. September 2024 ihren Austritt aus der FDP-Fraktion und schloss sich unmittelbar danach der CDU-Fraktion an. Mit nun 13 Abgeordneten ist die CDU so stark wie die bislang größte Oppositionspartei AfD. Am 27. April 2025 trat Sandy van Baal aus der FDP-Fraktion aus, welche daraufhin ihren Fraktionsstatus verlor. Am 25. Juni 2025 beschloss der Landtag daraufhin, den verbliebenen drei FDP-Abgeordneten den Gruppenstatus zuzugestehen.

## Aufgaben und Rechte

### Auszüge aus der Landesverfassung
Als Stätte der politischen Willensbildung ist der Landtag als zentrales Organ der Legislative des Landes zuständig für die Wahl des Ministerpräsidenten, die Verabschiedung beziehungsweise die Änderung von Landesgesetzen sowie die Kontrolle der Landesregierung und der Landesverwaltung. Die Wahlperiode beträgt seit 2006 fünf Jahre.
- Der Landtag (Artikel 20)[18]
  - ist die gewählte Vertretung des Volkes
  - ist Stätte der politischen Willensbildung
  - wählt den Ministerpräsidenten
  - übt die gesetzgebende Gewalt aus
  - kontrolliert die Tätigkeit der Landesregierung und der Landesverwaltung
  - behandelt öffentliche Angelegenheiten

- Die Abgeordneten (Artikel 22)[19]
  - sind Vertreter des ganzen Volkes
  - an Aufträge und Weisungen nicht gebunden
  - nur ihrem Gewissen unterworfen

- Die Fraktionen (Artikel 25)[20]
  - sind Vereinigungen von mindestens vier Mitgliedern des Landtages
  - selbstständige und unabhängige Gliederungen des Landtages

- Die Parlamentarische Opposition (Artikel 26)[21]
  - bilden die Fraktionen und die Mitglieder des Landtages, welche die Regierung nicht stützen
  - hat insbesondere die Aufgabe, eigene Programme zu entwickeln und Initiativen für die Kontrolle von Landesregierung und Landesverwaltung zu ergreifen sowie Regierungsprogramm und Regierungsentscheidungen kritisch zu bewerten
  - hat in Erfüllung ihrer Aufgaben das Recht auf politische Chancengleichheit

- Die Wahlperiode (Artikel 27)[22]
  - Der Landtag wird auf fünf Jahre gewählt.
  - Seine Wahlperiode endet mit dem Zusammentritt eines neuen Landtages.
  - Der Landtag kann auf Antrag eines Drittels mit der Mehrheit von zwei Dritteln seiner Mitglieder unter gleichzeitiger Bestimmung eines Termins zur Neuwahl die Wahlperiode vorzeitig beenden.

- Zusammentritt des Landtages (Artikel 28)[23]
  - Nach jeder Neuwahl tritt der Landtag spätestens am dreißigsten Tag nach der Wahl zusammen.
  - Er wird vom Präsidenten des alten Landtages einberufen.

- Der Petitionsausschuss (Artikel 35)[24]
  - behandelt Vorschläge, Bitten und Beschwerden der Bürger

- Der Bürgerbeauftragte (Artikel 36)[25]
  - wird vom Landtag gewählt
  - hat die Aufgabe, die Rechte der Bürger gegenüber der Landesregierung und den Trägern der öffentlichen Verwaltung im Lande zu wahren

- Der Datenschutzbeauftragte (Artikel 37)[26]
  - wird zur Wahrung des Rechts der Bürger auf Schutz ihrer persönlichen Daten vom Landtag gewählt

### Gesetzgebungskompetenz

#### Rechtsgebiete
Die gesetzgeberische Kompetenz des Landtages liegt im Wesentlichen in folgenden Bereichen:
- Verabschiedung des (Landes-)Haushaltsgesetzes (Art. 61ff Verf. MV), sog. Budgetrecht
- Kommunalrecht
- Kulturrecht, einschl. Schul-, Rundfunk-, Denkmalschutz- und Staatskirchenrecht
- Staatsorganisationsrecht, einschl. Wahlrecht, Parlamentsrecht, Verfassungsgerichtsbarkeit, Rechnungshof
- Polizei- und Ordnungsrecht, einschl. Rettungswesen
- Straßen- und Wegerecht

Durch die Föderalismusreform wurden weitere Gesetzgebungszuständigkeiten auf die Länder verlagert. Hierzu zählen:
- Strafvollzug
- Versammlungsrecht
- Hochschulrecht mit Ausnahme der Hochschulzulassung und Hochschulabschlüsse
- Ladenschlussrecht
- Besoldung, Versorgung sowie Laufbahnrecht der Landesbeamten und -richter
- Jagdwesen
- Naturschutz und Landschaftspflege

#### Gesetzgebungsverfahren
Gesetzentwürfe können gemäß Artikel 55 Absatz 1 Verf.MV auf drei unterschiedlichen Wegen in den Landtag eingebracht werden:
- durch die Landesregierung
- aus der Mitte des Landtages – durch die Fraktionen oder durch eine mindestens Fraktionsstärke entsprechende Zahl von Abgeordneten
- direkt aus dem Volk (Volksinitiative, Volksbegehren, Volksentscheid) – ausgenommen Haushaltsgesetze, Abgabengesetze und Besoldungsgesetze (vgl. Art. 60 Absatz 2 Satz 1 Verf.MV).

Gesetzesinitiativen aus dem Volk müssen von mindestens 15.000 (Volksinitiative) bzw. 120.000 Wahlberechtigten (Volksbegehren) unterstützt werden. Durch Volksentscheid ist ein Gesetzentwurf angenommen, wenn die Mehrheit der Abstimmenden, mindestens aber ein Drittel der Wahlberechtigten, zugestimmt hat.
Gesetzentwürfe werden mindestens zweimal im Landtag beraten (erste und zweite Lesung). In der ersten Lesung (Grundsatzberatung) werden die allgemeinen Grundsätze der Vorlage besprochen. Am Ende der ersten Lesung überweist das Plenum in der Regel den Gesetzentwurf in die zuständigen Fachausschüsse des Landtages, wobei ein Ausschuss als sogenannter federführender Ausschuss benannt wird. Zu den Beratungen der Ausschüsse werden im federführenden Ausschuss oft Sachverständige eingeladen und gehört (Öffentliche Anhörung). Im Ergebnis der Ausschussberatungen gibt der federführende Ausschuss dem Landtag eine Beschlussempfehlung.
In der zweiten Lesung des Gesetzentwurfes (Einzelberatung) werden die Bestimmungen des Entwurfes einzeln beraten und abgestimmt. Am Schluss wird über die Gesetzesvorlage im Ganzen abgestimmt (Schlussabstimmung).
Der Präsident des Landtages leitet dann die Beschlüsse der Landesregierung zu. Der Ministerpräsident fertigt unter Mitzeichnung der beteiligten Minister die verfassungsgemäß zustande gekommenen Gesetze aus und veranlasst die Verkündung im Gesetz- und Verordnungsblatt des Landes Mecklenburg-Vorpommern.
| Wahlperiode    | Anzahl der Plenarsitzungen | Anzahl der Ausschusssitzungen | Anzahl der verkündeten Gesetze | Anzahl der erstellten Drucksachen |
| -------------- | -------------------------- | ----------------------------- | ------------------------------ | --------------------------------- |
| 1. Wahlperiode | 109                        | 1209                          | 195                            | 4837                              |
| 2. Wahlperiode | 92                         | 973                           | 95                             | 4078                              |
| 3. Wahlperiode | 85                         | 1029                          | 91                             | 3153                              |
| 4. Wahlperiode | 82                         | 1014                          | 115                            | 2422                              |
| 5. Wahlperiode | 127                        | 1068                          | 134                            | 4545                              |
| 6. Wahlperiode | 126                        | 1052                          | 125                            | 5942                              |
| 7. Wahlperiode | 126                        | 1129                          | 134                            | 6389                              |

### Wahl des Ministerpräsidenten
Der Landtag Mecklenburg-Vorpommern wählt den Ministerpräsidenten mit der Mehrheit seiner Mitglieder in geheimer Abstimmung. Der Ministerpräsident ernennt und entlässt die Minister.
Der Ministerpräsident und die Minister leisten bei der Amtsübernahme vor dem Landtag folgenden Eid:
„Ich schwöre, dass ich meine Kraft dem Volke und dem Lande widmen, das Grundgesetz für die Bundesrepublik Deutschland und die Verfassung von Mecklenburg-Vorpommern sowie die Gesetze wahren und verteidigen, meine Pflichten gewissenhaft erfüllen und Gerechtigkeit gegenüber jedermann üben werde.“ Der Eid kann mit der religiösen Bekräftigung „So wahr mir Gott helfe.“ abgeschlossen werden.

### Kontrolle der Landesregierung
Der Landtag verfügt über ein weitreichendes Frage- und Auskunftsrecht gegenüber der Landesregierung. Gleichzeitig hat die Landesregierung eine umfassende Informationspflicht gegenüber dem Landtag (Art. 40 und 39 der Verfassung des Landes Mecklenburg-Vorpommern).
Darüber hinaus kann der Landtag zur Aufklärung von Tatbeständen im öffentlichen Interesse Untersuchungsausschüsse einrichten, die mit umfangreichen Rechten ausgestattet sind. Zur Aufklärung von Tatbeständen im öffentlichen Interesse hat der Landtag das Recht, und auf Antrag eines Viertels seiner Mitglieder die Pflicht, einen parlamentarischen Untersuchungsausschuss einzusetzen (Artikel 34 der Verfassung des Landes Mecklenburg-Vorpommern). Im Untersuchungsausschuss sind die Fraktionen mit mindestens je einem Mitglied vertreten. Im Übrigen werden die Sitze nach dem Stärkeverhältnis der Fraktionen verteilt, um zu sichern, dass die Mehrheitsverhältnisse im Untersuchungsausschuss denen im Landtag entsprechen.
Bürger können sich jederzeit mit Anregungen, Bitten und Beschwerden an den Landtag bzw. dessen Petitionsausschuss wenden (Art. 35 der Verfassung des Landes Mecklenburg-Vorpommern). Außerdem wählt der Landtag jeweils für sechs Jahre einen Bürgerbeauftragten. Dieser unterstützt die Bürger bei der Wahrung ihrer Rechte gegenüber der Landesregierung und den Trägern der öffentlichen Verwaltung. Er berät und unterstützt auch in sozialen Angelegenheiten. Der Bürgerbeauftragte ist in der Ausübung seines Amtes unabhängig und nur dem Gesetz verpflichtet.

## Abgeordnete

### Mindestanzahl an Abgeordneten
Artikel 20 Absatz 2 Satz 2 Verf. MV schreibt eine Mindestanzahl von 71 Abgeordneten im Landtag Mecklenburg-Vorpommern vor. Die von der Verfassung des Landes Mecklenburg-Vorpommern vorgeschriebene Mindestanzahl an Abgeordneten kann auch überschritten werden. Dies geschieht grundsätzlich durch sogenannte Überhang- und Ausgleichsmandate.

### Freies Mandat
Mecklenburg-Vorpommerns Abgeordnete sind gemäß Artikel 22 Absatz 1 Verf. MV weder an Aufträge noch an Weisungen gebunden; man spricht auch vom sogenannten freien Mandat.

### Namenszusatz
Der amtliche Namenszusatz für die Mitglieder des Landtages Mecklenburg-Vorpommerns lautet MdL. Näheres zu den Rechten des (Abgeordneten-)Mandats regelt insbesondere Artikel 22 Verfassung des Landes Mecklenburg-Vorpommern
vom 23. Mai 1993 (Kurz: Verf. MV) und das Gesetz über die Rechtsverhältnisse der Mitglieder des Landtages von Mecklenburg-Vorpommern – Abgeordnetengesetz – in der Fassung der Bekanntmachung vom 1. Februar 2007.

### Entschädigung der Abgeordneten
Ab Januar 2022 (GVOBl. M-V 2022, S. 26) erhalten die Abgeordneten eine zu versteuernde Grundentschädigung nach § 6 Absatz 1 des Abgeordnetengesetzes in Höhe von 6.543,89 Euro. Gemäß § 9 Absatz 1 des Abgeordnetengesetzes erhält jeder Abgeordnete für die Betreuung des Wahlkreises, Bürokosten, Mobiliar, Porto, Telefon sowie sonstige Auslagen eine monatliche Kostenpauschale in Höhe von 2.012,00 Euro.
Die Präsidentin des Landtages, die Vizepräsidentinnen, die Fraktionsvorsitzenden und die Parlamentarischen Geschäftsführer der Fraktionen erhalten aufgrund ihrer parlamentarischen Sonderfunktionen zusätzliche Entschädigungen gemäß § 6 Absatz 2 des Abgeordnetengesetzes. Die Höhe der zusätzlichen Entschädigungen beträgt für die Präsidentin und die Fraktionsvorsitzenden jeweils 100 %, für die Parlamentarischen Geschäftsführer 75 % und für die Vizepräsidenten 50 % der Grundentschädigung.

### Grenzüberschreitende Zusammenarbeit
Die Abgeordneten des Landtages Mecklenburg-Vorpommern agieren auch auf internationalem Parkett. So arbeiten sie eng mit anderen Ländern des Ostseeraumes in der Ostseeparlamentarierkonferenz zusammen. Besondere Partnerschaften bestehen zu den Parlamenten der Woiwodschaften Westpommern, Pommern und Ermland-Masuren in Polen. Der Landtag ist ebenfalls im Parlamentsforum Südliche Ostsee aktiv. Außerdem hat die Volksvertretung eine Deutsch-Israelische Parlamentariergruppe gebildet und arbeitet als kooperatives Mitglied in der Deutsch-Amerikanischen Vereinigung der Länderparlamentarier.

## Organe

### Plenum
Das Plenum, also die Vollversammlung aller Abgeordneten, ist das höchste Beschlussgremium des Landtages Mecklenburg-Vorpommerns.

### Landtagspräsident

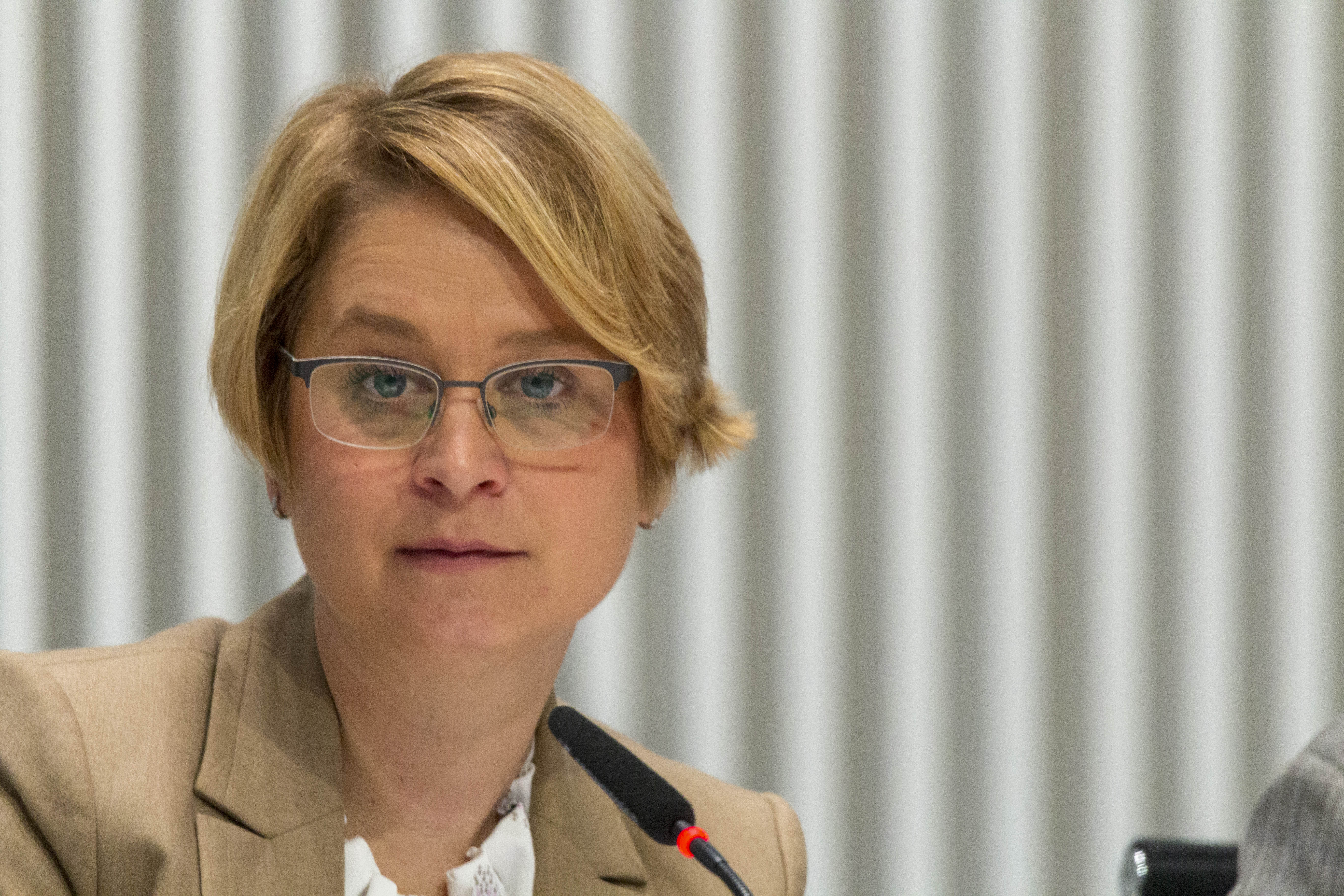
Birgit Hesse, 2020

Der Landtagspräsident wird in der konstituierenden Sitzung nach der Wahl zusammen mit dem Präsidium durch den Landtag gewählt. Der Präsident führt die Geschäfte des Landtages, vertritt das Land in allen Rechtsgeschäften und Rechtsstreitigkeiten des Landtages. Er wahrt die Würde und die Rechte des Landtages, fördert seine Arbeiten und leitet die Verhandlungen gerecht und unparteiisch. Der Präsident übt das Hausrecht und die Ordnungsgewalt im Landtag aus.
Landtagspräsidentin ist die ehemalige Ministerin Birgit Hesse (SPD). Ihre Stellvertreter sind die Vizepräsidentinnen.
| Präsident                     | Partei | Amtszeit                            |
| ----------------------------- | ------ | ----------------------------------- |
| Rainer Prachtl                | CDU    | 26. Oktober 1990 – 26. Oktober 1998 |
| Hinrich Kuessner              | SPD    | 26. Oktober 1998 – 22. Oktober 2002 |
| Sylvia Bretschneider          | SPD    | 22. Oktober 2002 – 28. April 2019   |
| Beate Schlupp (kommissarisch) | CDU    | 28. April 2019 – 22. Mai 2019       |
| Birgit Hesse                  | SPD    | seit 22. Mai 2019                   |

### Alterspräsident
Laut Geschäftsordnung des Landtages eröffnet das älteste anwesende Mitglied des Landtages die erste Sitzung des neu gewählten Landtages. Der sogenannte Alterspräsident leitet die Sitzung, bis der neu gewählte Präsident oder einer seiner Stellvertreter das Amt übernimmt. Der Alterspräsident ernennt zwei Mitglieder des Landtages zu vorläufigen Schriftführern und bildet mit ihnen ein vorläufiges Präsidium.
| Wahlperiode    | Präsident          | Partei    |
| -------------- | ------------------ | --------- |
| 1. Wahlperiode | Friedrich Täubrich | CDU       |
| 2. Wahlperiode | Gerhard Poppei     | PDS       |
| 3. Wahlperiode | Herbert Helmrich   | CDU       |
| 4. Wahlperiode | Henning von Storch | CDU       |
| 5. Wahlperiode | Henning von Storch | CDU       |
| 6. Wahlperiode | Fritz Tack         | DIE LINKE |
| 7. Wahlperiode | Christel Weißig    | AfD       |
| 8. Wahlperiode | Horst Förster      | AfD       |

### Ältestenrat
Der Ältestenrat:
- unterstützt die Präsidentin des Landtages bei der Wahrnehmung ihrer Aufgaben
- erörtert die Entwürfe der Tagesordnung für die Landtagssitzungen
- bespricht alle grundlegenden Entscheidungen in Bezug auf die Abgeordneten sowie die Arbeits- und Verwaltungsabläufe im Parlament

Der Ältestenrat des Landtages besteht aus der Landtagspräsidentin, den zwei Vizepräsidentinnen und je einem Vertreter der Fraktionen. Zumeist handelt es sich dabei um den Parlamentarischen Geschäftsführer. „Zu Ältestenratssitzungen, die Plenarsitzungen vorbereiten, soll eine Regierungsvertreterin oder ein Regierungsvertreter hinzugezogen werden“ (§ 5 Abs. 2 der Geschäftsordnung des 8. Landtages Mecklenburg-Vorpommern).
Die Zusammensetzung des Ältestenrates der 8. Wahlperiode:
- Birgit Hesse – Landtagspräsidentin
- Beate Schlupp – 1. Landtagsvizepräsidentin
- Elke-Annette Schmidt – 2. Landtagsvizepräsidentin
- Philipp da Cunha – Parlamentarischer Geschäftsführer der SPD-Fraktion
- Sebastian Ehlers – Parlamentarischer Geschäftsführer der CDU-Fraktion
- Thore Stein – Parlamentarischer Geschäftsführer der AfD-Fraktion
- Torsten Koplin – Parlamentarischer Geschäftsführer der Fraktion DIE LINKE
- Jutta Wegner – Parlamentarische Geschäftsführerin der Fraktion BÜNDNIS 90/DIE GRÜNEN (ab April 2024, zuvor Constanze Oehlrich)
- David Wulff – Parlamentarischer Geschäftsführer der FDP-Fraktion

### Fraktionen
Fraktionen im Landtag Mecklenburg-Vorpommern sind gemäß Artikel 25 Absatz 2 Verf. MV selbständige und unabhängige Gliederungen des Landtages. Sie wirken mit eigenen Rechten und Pflichten bei der parlamentarischen Willensbildung mit. Näheres ist in Geschäftsordnung des Landtag Mecklenburg-Vorpommern der 7. Wahlperiode in den §§ 37 ff geregelt. Weitere Regelungen zu der Rechtsstellung der Fraktionen sind im Gesetz über die Rechtsverhältnisse der Mitglieder des Landtages von Mecklenburg-Vorpommern – Abgeordnetengesetz – in der Fassung der Bekanntmachung vom 1. Februar 2007 in den §§ 50 – 57 geregelt.
In der (aktuellen) 7. Wahlperiode gab es zunächst 4 Fraktionen. Am 25. September 2017 verließen vier Abgeordnete die Fraktion der AfD und gründeten die Fraktion „Bürger für Mecklenburg-Vorpommern (BMV)“. Diese Fraktion löste sich am 1. Oktober 2019 wieder auf. Seitdem sitzen wieder 4 Fraktionen im Landtag.

### Ausschüsse

#### Ständige Ausschüsse
Der Landtag der 8. Wahlperiode hat folgende (Ständige) Fachausschüsse gemäß Art. 33 Absatz 1 LVerf in Verbindung mit § 9 Absatz 1 Satz 1 der Geschäftsordnung des Landtages der 8. Wahlperiode gebildet:
- Petitionsausschuss
- Ausschuss für Inneres, Bau und Digitalisierung (Innenausschuss)
- Ausschuss für Justiz, Gleichstellung, Verbraucherschutz, Verfassung, Geschäftsordnung, Wahlprüfung und Immunitätsangelegenheiten (Rechtsausschuss)
- Finanzausschuss
- Ausschuss für Wirtschaft, Infrastruktur, Energie, Tourismus und Arbeit (Wirtschaftsausschuss)
- Ausschuss für Klimaschutz, Landwirtschaft und Umwelt (Agrarausschuss)
- Ausschuss für Bildung und Kindertagesstätten (Bildungsausschuss)
- Ausschuss für Soziales, Gesundheit und Sport (Sozialausschuss)
- Ausschuss für Wissenschaft, Kultur, Bundesangelegenheiten, Angelegenheiten der Europäischen Union und internationale Angelegenheiten (Wissenschafts- und Europaausschuss)

Die Landesverfassung legt fest, dass Ausschusssitzungen in der Regel nicht öffentlich sind, soweit der Ausschuss für einzelne Sitzungen oder Beratungsgegenstände nichts anderes festlegt. Die wesentlichen Diskussionsinhalte werden erst in den Landtagsdrucksachen mit den Berichten an das Plenum dokumentiert. Dadurch soll gewährleistet werden, dass die Abgeordneten zunächst unabhängig von der öffentlichen Wirkung ihre politischen Diskussionen führen und gemeinsam Lösungen entwickeln können. Die Herstellung der Öffentlichkeit für Ausschusssitzungen könnte dazu führen, dass die Auseinandersetzung zwischen den Abgeordneten stattdessen außerparlamentarisch stattfindet. Jedoch sind alle Plenarsitzungen des Parlaments öffentlich, sie können von Besuchergruppen und Einzelpersonen besucht oder per Live-Stream im Internet abgerufen werden.

#### Nichtständige Ausschüsse
Der Landtag Mecklenburg-Vorpommern kann gemäß § 9 Absatz 3 GO des Landtag Mecklenburg-Vorpommern (7. Wahlperiode) für einzelne Angelegenheiten weitere Ausschüsse einrichten. Man spricht auch von sog. Nichtständigen Ausschüssen. Darunter fallen Sonderausschüsse und Untersuchungsausschüsse.

##### Unterausschüsse
Gemäß § 25 Abs. 1 der Geschäftsordnung des Landtages von Mecklenburg-Vorpommern der siebten Wahlperiode, kann ein Ausschuss zur Erledigung dringender, unabweislicher und nicht auf andere
Weise abzuarbeitender Aufgaben Unterausschüsse einzusetzen.
Am 8. März 2017 beschloss der Landtag Mecklenburg-Vorpommern, die NSU-Aktivitäten in Mecklenburg-Vorpommern zu untersuchen. Zur Erledigung der Aufgabe wurde der Innen- und Europaausschuss beauftragt und gebeten, einen Unterausschuss einzusetzen.
Dieser soll bis zur Sommerpause 2019 dem Innenausschuss Bericht erstatten.

##### Sonderausschüsse
In der 4. Wahlperiode (2002–2006) setzte der Landtag Mecklenburg-Vorpommern beispielsweise einen Sonderausschuss „Verwaltungsmodernisierung und Funktionalreform“ unter dem Vorsitz des Abgeordneten Heinz Müller (SPD) ein.

##### Untersuchungsausschüsse
Die Möglichkeit, Untersuchungsausschüsse einzusetzen, ist in der Landesverfassung von Mecklenburg-Vorpommern gesondert verankert. Der Landtag hat das Recht und die Pflicht auf Antrag eines Fünftel seiner Mitglieder gemäß Artikel 34 Absatz 1 Satz 1 Verf. M-V durch Beschluss einen Untersuchungsausschuss einzusetzen.
In der 7. Wahlperiode wurde in der 7. Plenarsitzung am 26. Januar 2017 mit Annahme des geänderten Antrages der Fraktion der AfD ein Untersuchungsausschuss eingesetzt, „der die Förderstruktur, das Förderverfahren und die Zuwendungspraxis für Zuschüsse aus Landesmitteln sowie die Verwendung dieser Landesmittel durch die in dem Verein, LIGA der Spitzenverbände der Freien Wohlfahrtspflege in Mecklenburg-Vorpommern e. V. zusammengeschlossenen Spitzenverbände im Zeitraum von 2010 bis 2016 klären soll“.
In der 35. Plenarsitzung am 26. April 2018 wurde mit Annahme des Antrages der Fraktionen der SPD, CDU, DIE LINKE und BMV ein Untersuchungsausschuss zur Aufklärung der NSU-Aktivitäten in Mecklenburg-Vorpommern eingesetzt.
Am 18. Mai 2022 setzte der Landtag Mecklenburg-Vorpommern einen parlamentarischen Untersuchungsausschusses für die Stiftung Klima- und Umweltschutz MV ein.
Die Fraktionen von Grünen, CDU, FDP und AfD stimmten für dessen Einsetzung; die Regierungsfraktionen (SPD und Linke) enthielten sich.
Nach dem Beginn des russischen Überfalls auf die Ukraine am 24. Februar 2022 waren die Stiftung und ihre Geschichte verstärkt in den Fokus des öffentlichen Interesses gerückt.

### Enquete-Kommission
Auf Grundlage des Enquete-Kommissionsgesetzes vom 9. Juli 2002 kann der Landtag Enquete-Kommissionen einsetzen. Diese Kommissionen setzen sich aus Sachverständigen und Abgeordneten zusammen, wobei die Abgeordneten die Mehrheit stellen müssen (§ 2 Absatz 2 Satz 2 EKG M-V). Sitzungen der Enquete-Kommission sind in der Regel öffentlich (§ 6 Absatz 2 Satz 1 EKG M-V). In der 7. Wahlperiode wurde bisher keine Enquete-Kommission eingesetzt.

## Verwaltung

### Allgemeines
Die Verwaltung des Landtages ist eine oberste Landesbehörde. Sie untersteht der Präsidentin des Landtages und wird vom Direktor beim Landtag als dem ständigen Vertreter der Präsidentin in Verwaltungsangelegenheiten geleitet.
Die Mitarbeiter der Verwaltung bereiten die Sitzungen des Landtages und seiner Ausschüsse vor und unterstützen die Präsidentin bei ihren Verwaltungsaufgaben. Darüber hinaus steht die Verwaltung allen Abgeordneten bei der Wahrnehmung ihrer Aufgaben zur Verfügung.
Der Dienstaufsicht der Präsidentin unterstehen der Bürgerbeauftragte des Landes Mecklenburg-Vorpommern und der Landesbeauftragte für den Datenschutz.
Die Verwaltung des Landtages Mecklenburg-Vorpommern bildet Auszubildende verschiedener Berufsgruppen aus und ist zugleich Einsatzstelle für Absolventen des Freiwilligen Sozialen Jahres in der Demokratie bzw. in der Denkmalpflege.

### Verzeichnis der Direktoren beim Landtag Mecklenburg-Vorpommern
1. Rangar Ruthe (1990 bis 1992)
2. Uwe Bernzen (1992 bis 2000)
3. Armin Tebben (seit 2001)

### Öffentlichkeitsarbeit

#### Besuch einer Plenardebatte
Der Besuch einer Plenardebatte ist für Einzelbesucher und angemeldete Gruppen möglich. Vermittelt werden soll vor allem ein unmittelbarer Eindruck von der Atmosphäre der Landtagsdebatten. Auf Wunsch wird vom Besucherdienst ein Gespräch mit Abgeordneten vermittelt. Da das Platzangebot auf der Besuchertribüne eingeschränkt ist, wird eine rechtzeitige Anmeldung beim Besucherdienst empfohlen.

#### Informationsveranstaltungen
Informationsveranstaltungen über die Aufgaben und Arbeitsweise des Landesparlamentes werden an Werktagen angeboten, an denen keine Landtagssitzungen stattfinden. Sie dienen einer eingehenden Information über die Tätigkeit des Landtages von Mecklenburg-Vorpommern. Auf Wunsch wird vom Besucherdienst des Landtages ein Gespräch mit Abgeordneten vermittelt.

#### Schülerprojekt Parlament
Dieses Angebot richtet sich speziell an Schulklassen ab der 9. Klasse. Bei dem dreistündigen Planspiel können die Jugendlichen parlamentarische Verfahren – wie Einbringung einer Beschlussempfehlung, Meinungsfindung in Gremien, Debatte im Plenum und Abstimmung – durchspielen. Das Projekt-Thema kann aus einer Angebotspalette des Besucherdienstes gewählt oder individuell vereinbart werden. Dieses Spiel findet in den Konferenzräumen und im Plenarsaal statt.

#### Jugend im Landtag
„Jugend im Landtag“ ist ein Kooperationsprojekt des Landtages und des Landesjugendrings Mecklenburg-Vorpommern und findet in einem zweijährlichen Rhythmus statt. Der Landtag und der Landesjugendring bemühen sich mit diesem Projekt um das Schaffen von Nähe zwischen Politik und Jugend, wollen politische Bildung befördern und die Wirkungsstätte der Landtagsabgeordneten näher bringen. In Workshops und Austauschrunden erarbeiten die Jugendlichen eigene Inhalte zu Themen wie Freizeit, Umwelt, Bildung oder Jugendverbandsarbeit.
An dem Projekt können regelmäßig ca. 100 Jugendliche im Alter von 15 bis 25 Jahren aus Mecklenburg-Vorpommern teilnehmen. Im Herbst 2011 fand nach den Wahlen zum 6. Landtag mit „Jugend hakt nach“ (seit 2013 umbenannt in „Jugend fragt nach“) das Folgeprojekt als Dialogmöglichkeit junger Menschen mit den Abgeordneten der neuen Legislaturperiode statt.

#### Live-Übertragung der Plenarsitzung
Die Plenarsitzungen werden mittels einer Webcam ins Internet übertragen. Interessenten können die Sitzungen des Parlamentes auf der Internetseite des Landtages mitverfolgen. Die Aufnahmen werden danach auf der Videoplattform YouTube veröffentlicht.

#### LandtagsNachrichten
Eine weitere Möglichkeit, sich über die aktuellen Debatten und Veranstaltungen in Landtag zu informieren, stellen die LandtagsNachrichten dar. Das 24-seitige Magazin erscheint neunmal jährlich und kann auf Anfrage beim Herausgeber kostenfrei abonniert werden. Ein Archiv der bereits erschienenen Ausgaben steht in der Mediathek der Internetpräsenz. zur Verfügung.

## Dienstsitz

### Vom großherzoglichen Schloss zum Parlamentssitz
Schon Slawenfürst Niklot hatte hier seine Hauptburg. An den Stammvater der mecklenburgischen Herzöge und Großherzöge erinnert ein monumentales Reiterstandbild über dem Hauptportal. Nach der Revolution von 1918 ging das Schloss in Staatsbesitz über. Die prägendste Bauphase erlebte das Schloss im Zuge des historistischen Um- und Neubaus von 1843 bis 1857. Als Teil des „Residenzensembles Schwerin – Kulturlandschaft des romantischen Historismus“ ist das nahezu unversehrt erhaltene Schweriner Schloss Teil des UNESCO-Welterbes.
Zwischen 1948 und 1952 tagte hier der Landtag Mecklenburg-Vorpommern (ab 1947: Landtag Mecklenburg).
Nach der Auflösung der Länderstrukturen auf dem Gebiet der DDR wurde das Schweriner Schloss Sitz des Bezirkstages des Bezirks Schwerin.
Nach der konstituierenden Sitzung am 26. Oktober 1990 entschied sich das Parlament für das Schweriner Schloss als Landtagssitz.

### Parlamentssitz ab 1990

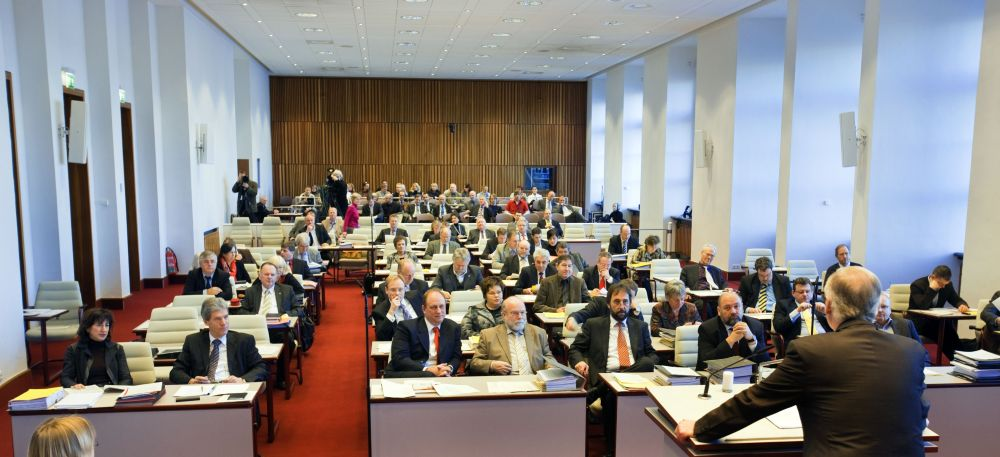
Der alte Plenarsaal des Landtages Mecklenburg-Vorpommern aus Sicht des Präsidiums. Hinter den Abgeordnetenplätzen befanden sich die Presse- und die Besuchertribüne.

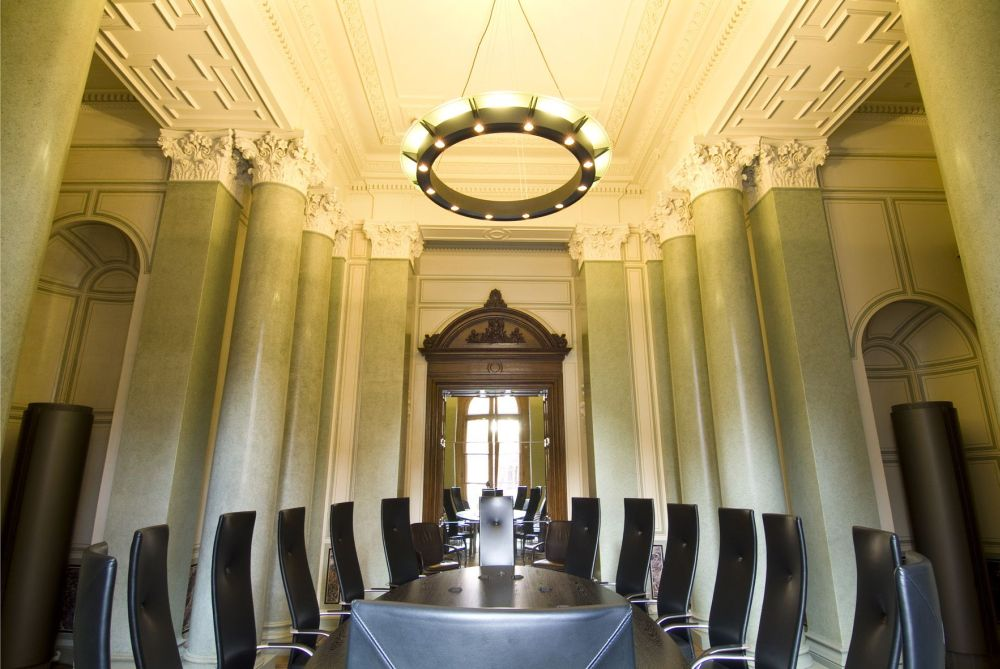
Raum des Ältestenrates

#### Restaurierung des Schlosses und Nutzung der Innenräume
Seit 1990 wurden die in den 1970er Jahren begonnenen Restaurierungsmaßnahmen, insbesondere die Neugestaltung der Fassaden, intensiviert.
Der Landtagsbetrieb stellt an das historische Gebäude besondere Anforderungen. Die Räume müssen für das Parlament nutzbar sein, ohne das Denkmal zu schädigen. Einbauten und Veränderungen erfolgen in der Regel in der Formsprache der heutigen Zeit, sodass auch nachfolgende Generationen Nutzungsänderungen ablesen können. Ein Beispiel dafür ist der Raum des Ältestenrates. Mit der Wiederherstellung der Säulenkapitelle, den Stuckarbeiten an der Decke und der Wiederherstellung des wertvollen Intarsienfußbodens wurde dieser Raum aufwendig restauriert.
Neben den Fraktions- und Beratungsräumen gibt es für alle Abgeordneten ein Büro. Die meisten Parlamentarier teilen sich ein Büro mit einem Kollegen.
Der Landtag nutzt neben dem Schweriner Schloss vier weitere Gebäude in der Schloßstraße und der Ritterstraße als Büroräume der Landtagsverwaltung und für den Bürgerbeauftragten des Landes. Der Landesbeauftragte für den Datenschutz und die Informationsfreiheit hat seine Büroräume in der Johannes-Stelling-Straße Nr. 21. In der Martinstraße sind seit August 2021 ebenfalls Büros der Landtagsverwaltung.

#### Neuer Plenarsaal

##### Umbau

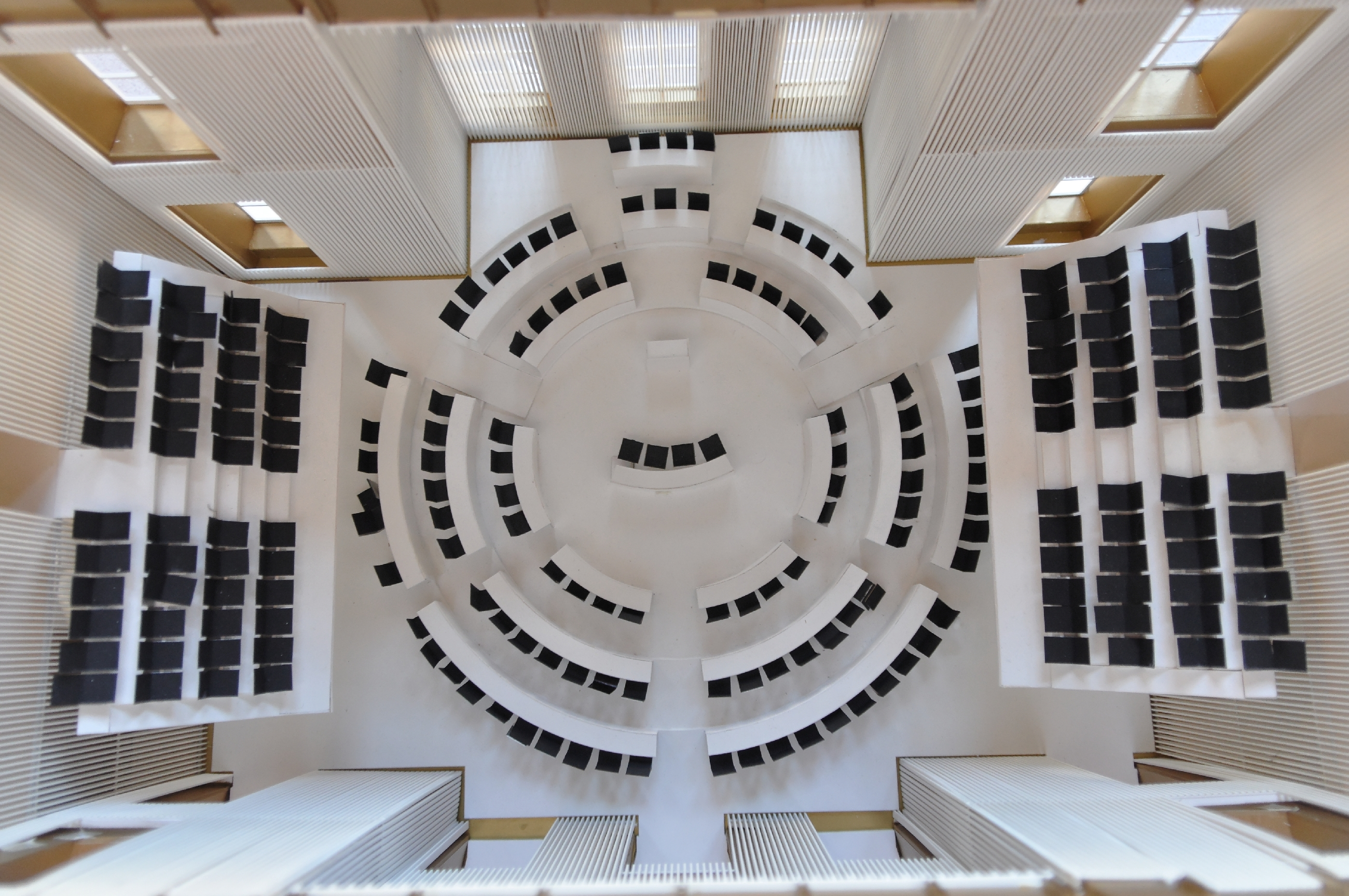
Modell des Neuen Plenarsaales

Im Bereich des 1913 abgebrannten früheren 283 m² großen Goldenen Saals im Schlossgartenflügel ist heute der Neue Plenarsaal des Landtages. In der DDR war das Schloss Sitz der Pädagogischen Schule für Erzieherinnen und der Saal weitgehend ungenutzt.
Für den Schlossgartenflügel waren insgesamt 26 Millionen Euro Investitionen veranschlagt, davon sieben Millionen für den Plenarsaal. Für die Behebung von Spätfolgen des Schlossbrands von 1913 und die Sanierung des Schlossgartenflügels insgesamt sind zehn Millionen Euro vorgesehen. Für weitere Umbauarbeiten wie am gegenwärtigen Plenarsaal zu Konferenzräumen sind vier Millionen Euro angedacht, weitere 4,3 Millionen Euro dienen als Puffer für unabwägbare Kosten.
Der Umbau nach den Plänen des Architekturbüros Dannheimer & Joos wurde nach der im Herbst 2016 vollzogenen Wahl des Landtages im September 2017 endgültig abgeschlossen.

##### Zeit- und Kostensteigerungen
Am 30. Juni 2016 wurde bekannt, dass sich die geplante Fertigstellung um fünf Monate verzögert. Ursächlich für den Bauverzug sei die Insolvenz einer am Bau beteiligten Planungsfirma.
Am 14. Dezember 2016 wurde bekannt, dass sich die Baukosten für den Umbau von (nunmehr) 27 Millionen Euro auf voraussichtlich 30 Millionen Euro erhöhen werden.
Mitursächlich für die Erhöhung der Kosten seien auch der (damalige) Bauboom und damit einhergehende steigende Preise sowie die alte Bausubstanz. Aufgrund der Kostensteigerung werde auf den Umbau des alten Plenarsaals in ein modernes Kongresszentrum verzichtet.

##### Einweihung des neuen Plenarsaals
Am 26. September 2017 wurde der neue Plenarsaal des Landtages Mecklenburg-Vorpommern nach einer fünfjährigen Bauzeit mit einer Festveranstaltung feierlich eingeweiht. Neben den Mitgliedern des Landtages der aktuellen Wahlperiode nahmen auch ehemalige Abgeordnete und Landesminister daran teil. Die Festreden hielten der Präsident des Deutschen Bundestages, Norbert Lammert, die ehemalige Präsidentin des Deutschen Bundestages Rita Süssmuth, die Landtagspräsidentin Sylvia Bretschneider, der ehemalige Landtagspräsident Rainer Prachtl und der Architekt Tilman Joos.
Am 27. September 2017 fand dann die erste Landtagssitzung im neuen Plenarsaal statt.